# Weekend
«Weekend» («Уи́к-энд»; рабочее название — «Лифт») — российский чёрно-белый детективный драматический фильм-нуар режиссёра и соавтора сценария Станислава Говорухина, снятый в 2012 году по мотивам романа французского писателя Ноэля Калефа «Лифт на эшафот» (1956) и доработанный в 2013 году.
Впервые фильм был показан 15 ноября 2012 года в Малом зале Государственной думы в рамках работы «Парламентского киноклуба», инициатором создания которого выступил председатель комитета Госдумы по культуре Станислав Говорухин.
Официальная премьера картины (с небольшими доработками) состоялась 2 июня 2013 года на открытии XXIV Открытого российского кинофестиваля «Кинотавр» в Сочи.
18 сентября 2014 года в Президентском зале МИА «Россия сегодня» состоялся пресс-показ киноленты, после которого прошла мультимедийная пресс-конференция соавтора сценария и режиссёра Станислава Говорухина. В пресс-конференции приняли участие актёры, исполняющие главные роли в картине.
8 октября 2014 года, спустя год с лишним после признания публики на кинофестивале «Кинотавр», в московском кинотеатре «Октябрь» фильм был впервые широко представлен российским зрителям.
Всероссийская премьера картины состоялась 16 октября 2014 года.

## О фильме
Фильм «Weekend» снят по мотивам романа французского писателя Ноэля Калефа «Лифт на эшафот» (1956), экранизированного французским кинорежиссёром Луи Малем в 1957 году. Действие романа перенесено в наше время, в крупный российский город, с другими персонажами и другим сюжетом — автором адаптации текста романа и фильма является Станислав Говорухин.
Из-за необычного, по мнению режиссёра, приёма фильма зрителем на премьерных показах Говорухин заявил журналистам, что у него больше нет желания снимать кино и что, дескать, это его последний фильм. «Люди смеялись. Я не предполагал такой реакции. Я показал фильм в трёх аудиториях, случайных, чтобы посмотреть, как будут принимать. В том числе на „Кинотавре“ — реакция везде одинаковая. Когда я впервые услышал смех в зале, меня это удивило и обидело. Неожиданная реакция публики… Сейчас не хочу снимать кино. А потом — посмотрим!» — сказал режиссёр. Позже он вернулся к работе в большом кино.

## Сюжет
В последний день рабочей недели финансовый директор крупного холдинга Игорь Лебедев (Максим Матвеев) убивает в своём офисе аудитора компании Григорьева (Виктор Сергачёв) с целью сокрытия своих преступных финансовых махинаций, ставших известными аудитору. Инсценировав самоубийство аудитора, Лебедев покидает офис и собирается избавиться от пистолета. Уходя, он забывает на столе важные бумаги, а возвратившись за ними, застревает в лифте и проводит в нём уик-энд. При этом он не пытается позвать на помощь, когда слышит как охрана в субботу обходит этажи.
В понедельник его вызволяют из заточения и тут же предъявляют обвинение в убийстве шведских туристов Ральфа и Марии Юханссон (Саулюс Баландис и Ольга Дыховичная), трупы которых были обнаружены накануне. Перед Лебедевым встаёт дилемма: или признаться в убийстве аудитора и тем самым получить железное алиби в деле Юханcсонов, или же не признаваться, но взять на себя чужую вину.
Положение ещё больше осложняется, когда Лебедев, сломавшись, всё же признаётся в убийстве аудитора, но полиция ему не верит: убивая аудитора, Лебедев так ловко всё обставил, что теперь не может предоставить следствию ни одного доказательства, которое помогло бы ему откреститься от убийства супругов Юханcсонов и доказать свою вину в действительно совершённом им преступлении.

## В ролях
| Актёр                  | Роль                                                                           |
| ---------------------- | ------------------------------------------------------------------------------ |
| Максим Матвеев         | Игорь Алексеевич Лебедев, финансовый директор крупного холдинга                |
| Виктор Сухоруков       | Виктор Иванович Маковский, следователь                                         |
| Юлия Пересильд         | Инга, секретарь руководителя холдинга (эстонка)                                |
| Екатерина Гусева       | Жанна Васильевна, жена Лебедева                                                |
| Александр Домогаров    | Иван Васильевич, префект, брат Жанны                                           |
| Виктор Сергачёв        | Евгений Никандрович Григорьев, аудитор холдинга (последняя роль актёра в кино) |
| Вячеслав Чепурченко    | Макс, угонщик                                                                  |
| Юлия Хлынина           | Соня, девушка Макса                                                            |
| Саулюс Баландис        | Ральф Юханcсон, фотограф, шведский турист                                      |
| Ольга Дыховичная       | Мария Юханcсон, шведская туристка, бывшая россиянка                            |
| Александр Добровинский | адвокат Лебедева (камео)                                                       |
| Марина Орлова          | Мэри, джазовая певица                                                          |

## Награды и номинации
- 2013 — приз «Золотая ладья» за второе место в конкурсе «Выборгский счёт» по итогам голосования всех зрителей, участников и гостей XXI фестиваля российского кино «Окно в Европу» в городе Выборге[15][16][17].
- 2014 — лауреат российской кинопремии «Золотой орёл» в номинации «За лучшую работу звукорежиссёра» — Олег Урусов. 
  - Номинации на кинопремию «Золотой орёл» за 2014 год:
    - «За лучший игровой фильм»,
    - «За лучший сценарий» — Станислав Говорухин,
    - «За лучшую мужскую роль в кино» — Максим Матвеев,
    - «За лучшую женскую роль в кино» — Юлия Пересильд,
    - «За лучшую мужскую роль второго плана» — Виктор Сухоруков,
    - «За лучшую женскую роль второго плана» — Екатерина Гусева,
    - «За лучшую операторскую работу» — Юрий Клименко,
    - «За лучшую музыку к фильму» — Артём Васильев,
    - «За лучший монтаж фильма» — Вера Круглова.